# Grande Prêmio do Canadá de 1970
Resultados do Grande Prêmio do Canadá de Fórmula 1 realizado em Mont-Tremblant em 20 de setembro de 1970. Décima primeira etapa do campeonato, marcou a estreia de Ken Tyrrell como dono de equipe, a Tyrrell, mas o vencedor foi o belga Jacky Ickx, que subiu ao pódio junto a Clay Regazzoni numa dobradinha da Ferrari, com Chris Amon em terceiro pela March-Ford. 

## Resumo

### Tyrrell, enfim uma equipe
Piloto da Royal Air Force durante a Segunda Guerra Mundial, Ken Tyrrell, criou a Tyrrell Racing Organisation em 1958 e cinco anos depois conheceu Jackie Stewart. Sua estreia como dono de equipe aconteceu no Grande Prêmio da Alemanha de 1966, onde Tyrrell alugou um Matra com motor BRM para o alemão Hubert Hahne e outro com motor Ford para o belga Jacky Ickx. Numa corrida disputada sob chuva forte, Hahne terminou em nono lugar enquanto Ickx envolveu-se num acidente com o britânico John Taylor durante a largada; vítima de graves queimaduras, Taylor foi enviado para um hospital em Coblença, onde faleceu após trinta e dois dias. No ano seguinte Jacky Ickx disputou novamente a etapa germânica, mas não terminou a prova.
Associado ao conglomerado francês Matra, Ken Tyrrell tornou-se diretor da Matra International, time que estreou no Grande Prêmio da África do Sul de 1968, venceu pela primeira vez no Grande Prêmio dos Países Baixos naquele mesmo ano numa dobradinha entre Jackie Stewart e Jean-Pierre Beltoise. Nesta equipe Jackie Stewart foi campeão mundial de pilotos em 1969, mesmo ano onde a Matra chegou ao título entre os construtores. Um desentendimento quanto ao uso dos motores V12, entretanto, causou o rompimento de Ken Tyrrell com a Matra.
Graças ao apoio da Elf, a Tyrrell Racing Organisation contratou a March para fornecimento de carros em 1970 e nisso Jackie Stewart fez a pole position na África do Sul, primeira corrida do ano, e venceu o Grande Prêmio da Espanha. Enquanto isso, o projetista Derek Gardner trabalhava no chassis Tyrrell 001, o qual estreou em 22 de agosto na International Gold Cup em Oulton Park. Levado à pista nos treinos do Grande Prêmio da Itália, apresentou problemas de confiabilidade, estreando oficialmente apenas no Canadá sob os cuidados de Stewart marcando a passagem da Tyrrell de construtor a equipe de Fórmula 1.
Nos treinos para a definição do grid o potencial do novo carro foi comprovado, pois a pole position ficou com Jackie Stewart, vindo a seguir os representantes da Ferrari, Jacky Ickx e Clay Regazzoni. Caso único na história, a Tyrrell Racing Organisation levou à pista dois carros com nomes diferentes, pois François Cevert conseguiu o quarto posto guiando uma March 701. Único representante local, George Eaton sairá com sua BRM em décimo sexto.

### Lotus permanece de luto
Ainda consternada e pesarosa com a morte de Jochen Rindt em Monza em 5 de setembro, a Lotus decidiu não comparecer ao Grande Prêmio do Canadá. Em sentido inverso a Rob Walker Racing Team levará ao Circuito de Mont-Tremblant um carro Lotus 72C com o qual pretendia correr na pista italiana.

### Nova dobradinha da Ferrari
Valendo-se de sua experiência, Jackie Stewart manteve a liderança e durante vinte voltas ele, Jacky Ickx e Pedro Rodríguez ocuparam as primeiras posições até Clay Regazzoni tomar-lhe o terceiro lugar. Na volta 31 o carro de Stewart parou devido a uma falha no eixo, sacramentando o domínio ferrarista. Atrás dos carros de Maranello formou-se um grupo constituído por Amon, Cevert, Rodríguez e Hulme, para citar somente os que estariam na zona de pontuação. John Surtees assumiu o sexto lugar ultrapassando Denny Hulme na volta cinquenta. Nos giros seguintes Jack Brabham ficou pelo caminho por causa de um vazamento de óleo e Denny Hulme sucumbiu a uma quebra de motor, infortúnios que eliminaram os dois de continuar na busca pelo título de 1970. Um defeito no amortecedor levou a March de François Cevert perder rendimento após 76 voltas e assim Peter Gethin subiu para o sexto lugar enquanto o corredor francês terminou cinco voltas atrás do vencedor, mesma situação do canadense George Eaton.
Nenhuma mudança ocorreu entre os seis primeiros nas quatorze voltas seguintes e assim a Ferrari conquistou sua terceira vitória consecutiva quando Jacky Ickx cruzou a linha de chegada quinze segundos à frente de Clay Regazzoni em mais uma dobradinha do time italiano num pódio onde Chris Amon levou a March ao terceiro lugar. Uma volta depois de Ickx terminaram Pedro Rodríguez em quarto com sua BRM e John Surtees, que veio a seguir marcando os primeiros pontos de sua equipe, com Peter Gethin em sexto a bordo da McLaren, este a duas voltas do vencedor.
Com os resultados auferidos em solo canadense, Jacky Ickx chegou aos 28 pontos e assumiu a vice-liderança do campeonato, tornando-se o único piloto capaz de tirar o campeonato de Jochen Rindt (45 pontos). Na seara dos construtores a Lotus estava apenas sete pontos adiante de Ferrari e March, ambas com 43 pontos.

## Classificação da prova
| Pos.   | Nº | Piloto               | Construtor         | Voltas | Tempo/Diferença   | Grid | Pontos |
| ------ | -- | -------------------- | ------------------ | ------ | ----------------- | ---- | ------ |
| 1      | 18 | Jacky Ickx           | Ferrari            | 90     | 1:21:18.4         | 2    | 9      |
| 2      | 19 | Clay Regazzoni       | Ferrari            | 90     | + 14.8            | 3    | 6      |
| 3      | 20 | Chris Amon           | March-Ford         | 90     | + 57.9            | 6    | 4      |
| 4      | 14 | Pedro Rodríguez      | BRM                | 89     | + 1 volta         | 7    | 3      |
| 5      | 4  | John Surtees         | Surtees-Ford       | 89     | + 1 volta         | 5    | 2      |
| 6      | 6  | Peter Gethin         | McLaren-Ford       | 88     | + 2 voltas        | 11   | 1      |
| 7      | 24 | Henri Pescarolo      | Matra              | 87     | + 3 voltas        | 8    |        |
| 8      | 23 | Jean-Pierre Beltoise | Matra              | 85     | Embreagem         | 13   |        |
| 9      | 2  | François Cevert      | March-Ford         | 85     | + 5 voltas        | 4    |        |
| 10     | 16 | George Eaton         | BRM                | 85     | + 5 voltas        | 9    |        |
| NC     | 10 | Tim Schenken         | De Tomaso-Ford     | 79     | Não classificado  | 17   |        |
| NC     | 9  | Graham Hill          | Lotus-Ford         | 77     | Não classificado  | 20   |        |
| Ret    | 8  | Andrea de Adamich    | McLaren-Alfa Romeo | 69     | Pressão do óleo   | 12   |        |
| NC     | 26 | Ronnie Peterson      | March-Ford         | 65     | Não classificado  | 16   |        |
| Ret    | 5  | Denny Hulme          | McLaren-Ford       | 58     | Motor             | 15   |        |
| Ret    | 11 | Jack Brabham         | Brabham-Ford       | 57     | Vazamento de óleo | 19   |        |
| NC     | 15 | Jackie Oliver        | BRM                | 52     | Não classificado  | 10   |        |
| Ret    | 3  | Jackie Stewart       | Tyrrell-Ford       | 31     | Eixo              | 1    |        |
| Ret    | 12 | Rolf Stommelen       | Brabham-Ford       | 22     | Handling          | 18   |        |
| Ret    | 21 | Jo Siffert           | March-Ford         | 21     | Motor             | 14   |        |
| Fonte: |    |                      |                    |        |                   |      |        |

## Tabela do campeonato após a corrida
|        | Pos. | Piloto         | Pontos |
| ------ | ---- | -------------- | ------ |
|        | 1    | Jochen Rindt   | 45     |
| 4      | 2    | Jacky Ickx     | 28     |
| 2      | 3    | Clay Regazzoni | 27     |
| 2      | 4    | Jackie Stewart | 25     |
| 2      | 5    | Jack Brabham   | 25     |
| Fonte: |      |                |        |

|        | Pos. | Construtor   | Pontos |
| ------ | ---- | ------------ | ------ |
|        | 1    | Lotus-Ford   | 50     |
| 2      | 2    | Ferrari      | 43     |
| 1      | 3    | March-Ford   | 43     |
| 1      | 4    | Brabham-Ford | 35     |
|        | 5    | McLaren-Ford | 31     |
| Fonte: |      |              |        |

- Nota: Somente as primeiras cinco posições estão listadas. Em 1970 os pilotos computariam seis resultados nas sete primeiras corridas do ano e cinco nas últimas seis. Neste ponto esclarecemos: na tabela dos construtores figurava somente o melhor colocado dentre os carros de um time.